# Hug Desbac
Hug Desbac (o Hugó, o Desbach o de Bac) fou un religiós catòlic de l'orde benedictí que arribà a ésser bisbe d'Urgell i el setè copríncep d'Andorra episcopal (1351-1361).
Com a resultat de les corts de Barcelona - Vilafranca - Cervera, esdevingué conseller pel braç eclesiàstic a la primera Diputació del General de Catalunya (1359) presidida per Berenguer de Cruïlles, fins a la seva mort.